# Zamek w Ribnicy
Zamek w Ribnicy – ruiny zamku w Ribnicy w Słowenii. Aktualnie w odrestaurowanych budynkach zamku działa muzeum oraz restauracja.

## Historia
Zamek został zbudowany w połowie XI wieku, później był wielokrotnie przebudowywany.
W pierwszej połowie XVI wieku Ortenburgowie zbudowali nowe budynki i otoczyli zamek murami w celu zabezpieczenia przed najazdami osmańskimi. Mury obronne wzmocniono czterema kwadratowymi wieżami, a wejście ufortyfikowano wysoką wieżą wejściową. Wokół nowych murów zbudowano fosę i połączono ją z pobliską rzeką Bistricą. 
W XVII wieku zamek został odnowiony w stylu późnego renesansu i utracił charakter obronny. Fosa i nasypy zostały usunięte, a wieże obronne przebudowane na budynki mieszkalne. W XVIII wieku rozebrano wieżę północno-zachodnią, a na jej miejscu powstały zabudowania gospodarcze.
W 1810 r. zamek został gruntownie odnowiony i nadano mu klasycystyczny wygląd. Zburzony podczas II wojny światowej. Po wojnie zamek został tylko częściowo odbudowany. Renowację zakończono w 1961 r. uruchamiając muzeum i kawiarnię.